# Leptobrachella firthi
Leptobrachella firthi  ( anteriormente Leptolalax firthi) es una especie de anfibio anuro de la familia Megophryidae.

## Distribución geográfica
Esta especie es endémica de Vietnam. Habita entre los 860 y 1720 metros sobre el nivel del mar en las provincias de Quảng Nam y Kon Tum.

## Etimología
Esta especie lleva el nombre en honor a Denys Firth.

## Publicación original
- Rowley, Hoang, Dau, Le & Cao, 2012 : A new species of Leptolalax (Anura: Megophryidae) from central Vietnam. Zootaxa, n.º 3321, p. 56-68.[4]